# Осред I
Осред I (давн-англ. Osred I; 697 — 716) — король Нортумбрії у 705—716 роках.

## Життєпис
Походив з династії Еоппінгів. Старший син Елдфріта, короля Нортумбрії, та Кутберги Вессекської. Народився близько 697 року. У 704 році помер його батько. Осред на той час був досить малим, до того ж батько не залишив заповіту стосовно спадкування трону. Тому владу захопив віддалений родич Едвульф.
У 705 році за допомогою єпископа Вільфріда та впливового елдормена Бертфріта було повалено Едвульфа, який втік до Дал Ріади. Осред I став королем Нортумбрії. Втім фактична влада зосередилася у Вільфріда та Бертфріта. У 709 році після смерті Вільфріда фактичним володарем став Бертфріт.
У 711 році почалася війна з Піктією. У битві при Стерлінгу було завдано поразки Нехтону III, але внаслідок значних втрат серед нортумбрійських військ Бертфріт наказав відступити за межі Піктії. У 713 році укладено мирний договір з Піктією.
З часом Осред I зміг перебрати владу на себе. Він поєднував різні вади (розпутство) і енергійність у державних справах. У 715 році він знову став готуватися до війни з Піктією. У 716 році загинув в одній з прикордонних сутичок з піктами. Втім є версія, що Осреда I було повалено родичем Коенредом.